# Perušić
Perušić (italienisch: Perussich) ist ein Dorf und Stadtbezirk in der Gespanschaft Lika-Senj, Kroatien. Die Zahl der Einwohner der Gemeinde liegt bei 1973 (Volkszählung 2021), von denen 91,99 % Kroaten sind.

## Sehenswürdigkeiten
Nahe Perušić liegt die Höhle Samogradska spilja und der See Kruscica, der ein beliebter Angelort ist. Das Dorf besitzt auch die einzige türkische Festung in der Region Lika. In der Region gibt es außerdem viele Burgen.

## Weblink
- Website über die Höhle Samogradska spilja